# القصر المركز (مولاي عيسى بن إدريس)
القصر المركز هي إحدى مشيخات المملكة المغربية، تتبع جغرافيا لإقليم أزيلال وإداريًا لمولاي عيسى بن إدريس. يقدر عدد سكانها بـ 1871 نسمة حسب الإحصاء الرسمي للسكان والسكنى لسنة 2004.